# Kherington Payne
Pour les articles homonymes, voir Payne.
Kherington Payne, née le 26 janvier 1990 à Whittier, en Californie, est une danseuse et actrice américaine connue principalement pour avoir été une finaliste du Top 10 de l'émission Tu crois que tu sais danser et pour avoir interprété le rôle d'Alice dans le remake de 2009 du film Fame.

## Enfance
Kherington Payne est la fille de Sheri Ashe et de Rick Payne. Elle est la cousine des frères Addam, Heath et Austin Farmer du groupe The Bolts. Elle a commencé à prendre des cours de danse à l'âge de 2 ans au studio Dance Precisions à Placentia. Le 10 juin 2008, elle a été diplômée du Lycée El Dorado et s'est installée à Placentia. Kherington s'est spécialisée en danse contemporaine, mais maîtrise également la danse lyrique, la danse classique (y compris en pointes) et la gymnastique. D'autre part, elle est une grande fan de football, sport qu'elle a longtemps pratiqué.

## Carrière

### So You Think You Can Dance
En 2008, Kherington a été candidate à l'émission Tu crois que tu sais danser. À 18 ans, elle était cette année la plus jeune candidate sélectionnée pour intégrer le Top 20. Son partenaire fut le danseur de hip-hop Stephen 'Twitch' Boss. Le couple, surnommé "Twitchington", était très populaire auprès du public. Étant allée jusqu'au Top 10, elle a plus tard participé à la tournée So You Think You Can Dance à travers les États-Unis.
| Semaine | Partenaire            | Type de danse       | Chanson                                               | Chorégraphe(s)                        | Résultat            |
| ------- | --------------------- | ------------------- | ----------------------------------------------------- | ------------------------------------- | ------------------- |
| 1       | Stephen "Twitch" Boss | Broadway            | "Too Darn Hot" de la comédie musicale Kiss Me, Kate   | Tyce Diorio                           | Retenue             |
| 2       | Stephen "Twitch" Boss | Valse viennoise     | "A New Day Has Come"—Céline Dion                      | Jean-Marc Généreux et France Mousseau | Retenue             |
| 3       | Stephen "Twitch" Boss | Hip-hop             | "Don't Touch Me (Throw da Water on 'em)"—Busta Rhymes | Napoleon et Tabitha D'umo             | Retenue             |
| 4       | Stephen "Twitch" Boss | Paso doble          | "Malagueña"—Brian Setzer                              | Tony Meredith et Melanie LaPatin      | Retenue             |
| 4       | Stephen "Twitch" Boss | Danse contemporaine | "Dreaming With a Broken Heart"—John Mayer             | Mia Michaels                          | Retenue             |
| 5       | Stephen "Twitch" Boss | Krump               | "2 Buck 4 TV"—Tha J-Squad                             | Lil' C                                | Parmi les 3 nominés |
| 5       | Stephen "Twitch" Boss | Tango               | "Assassin's Tango" du film Mr. & Mrs. Smith           | Jean-Marc Généreux et France Mousseau | Parmi les 3 nominés |
| 5       | Solo                  | Solo                | "All We Are"—OneRepublic                              |                                       | Parmi les 3 nominés |
| 6       | Mark Kanemura         | Country             | "Kick Back"—Ty England                                | Ronnie DeBenedetta et Brandi Jobais   | Éliminée            |
| 6       | Mark Kanemura         | Jazz                | "Canned Heat"—Jamiroquai                              | Tyce Diorio                           | Éliminée            |
| 6       | Solo                  | Solo                | "Breakin' Dishes"—Rihanna                             |                                       | Éliminée            |
| 6       | Solo                  | Solo                | "Myphilosophy"—Inner                                  |                                       | Éliminée            |

### AprèsSo You Think You Can Dance
Après l'émission, Kherington a joué, aux côtés de Katee Shean et Comfort Fedoke (ayant elles aussi participé à la saison 4 de SYTYCD), une étudiante d'une école rivale dans le numéro "Bootylicious" de l'épisode 11 de la saison 1 de Glee. Elle a ensuite interprété Alice Ellerton dans le remake de Fame en 2009. Elle apparaît dans le rôle d'une caissière dans le film musical indépendant Leading Ladies.
Début 2010, elle a été une des danseuses de Katy Perry aux MTV Movie Awards et est également l'une des danseuses du clip de California Gurls. En mai, il fut annoncé qu'elle rejoignait les Pussycat Dolls, mais son absence répétée durant de récents concerts mène à croire qu'elle a quitté le groupe. En juin, elle a joué le rôle de la femme de Potiphar dans une production de Joseph and the Amazing Technicolor Dreamcoat au Lincoln Theater à Napa Valley. Début août, elle a dansé avec P. Diddy et Dirty Money lors des Teen Choice Awards. En août et septembre, elle fit partie de la tournée Teenage Dream de Katy Perry, faisant à l'occasion des apparitions à la télévision dans le Today Show, le X-Factor italien, le Wetten, dass..? allemand et la saison 36 de Saturday Night Live. À la même période, elle a dansé pour le groupe Daughtry durant leur interprétation de "September" sur le plateau de Dancing with the Stars. En novembre, elle a effectué plusieurs concerts à Los Angeles avec le groupe Dance Recital.
En 2011, elle a rejoint le casting du docu-fiction The Dance Scene, qui suivait la chorégraphe Laurieann Gibson et ses danseurs dans leur vie et leur carrière à Los Angeles. Elle est également brièvement apparue dans la comédie Sex Friends comme danseuse à une fête et dans l'épisode 14 de la saison 11 des Experts, aussi en tant que danseuse. En février, elle a à nouveau dansé avec Katy Perry lors des Grammy Awards.
En 2012, elle apparaît en tant que chorégraphe dans la Web Emission Dance Showdown présentée par Dominic "D-trix" Sandoval.
Elle fait également une brève apparition dans la saison 5 de True Blood.
En 2014 elle a joué dans Bravetown auprès de Lucas Till, Laura Dern et Maria Bello.

## Filmographie
- 2009 : Fame de  Kevin Tancharoen : Alice Ellerton
- 2012 : True Blood (Série TV) : Angelica (4 épisodes)
- 2015 : Dancing Heart (Bravetown) de Daniel Duran : Mary Johnson
- 2015 : Born to Dance / Dance Way de Tammy Davis : Sasha